# Beatrycze Hohenstauf
Beatrycze Hohenstauf, Beatrycze Szwabska (ur. maj 1198, zm. 11 sierpnia 1212 w Nordhausen) – cesarzowa i królowa Niemiec, najstarsza córka króla Niemiec Filipa Szwabskiego i Ireny Angeliny, córki cesarza bizantyńskiego Izaaka II Angelosa.

## Życiorys
Ojciec Beatrycze został 6 marca 1198 wybrany królem Niemiec. 29 marca jego przeciwnicy wybrali swojego własnego króla - Ottona IV Welfa, księcia brunszwickiego (1175/1176 - 19 maja 1218), syna księcia saskiego Henryka Lwa i Matyldy Platagenet, córki króla Anglii Henryka II. 
Beatrycze wcześnie stała się obiektem polityki małżeńskiej. Ojciec początkowo planował ją wydać za Ottona Wittelsbacha, a następnie za bratanka papieża Innocentego III.
W Rzeszy trwała wojna pomiędzy Filipem Szwabskim a Ottonem IV dopóki Filip nie został 21 czerwca 1208 zamordowany przez Ottona Wittelsbacha. Otton IV został więc jedynym królem Niemiec, ale morderstwo sprawiło, że utracił poparcie dwóch swoich najważniejszych sojuszników: papieża Innocentego III i króla Anglii Jana bez Ziemi. Został również zmuszony do wycofania się do swojego rodzinnego Brunszwiku.
W takiej sytuacji Otto zaczął dążyć do porozumienia ze stronnikami Hohenstaufów. Ten nowy sojusz został przypieczętowany zaręczynami Ottona i Beatrycze. 11 listopada 1208 Otto został ponownie wybrany królem Niemiec, tym razem przez oba stronnictwa. 4 października 1209 Innocenty III koronował go na cesarza rzymskiego. Beatrycze miała wówczas 11 lat, Otto ok. 34.
Ślub Beatrycze i Ottona odbył się 23 lipca 1212 w Nordhausen. Wkrótce po ślubie Beatrycze zachorowała i zmarła 11 sierpnia. Została pochowana w katedrze w Brunszwiku.